# Musikhistorie
Musikhistorie er studiet af musikkens historiske udvikling. Musikken har en lang og kompleks historie og findes i alle kulturer gennem tiden. En kulturs musik er påvirket af alle andre aspekter af kulturen, for eksempel samfundets sociale og økonomiske organisering, den teknologiske udvikling samt andre kunstarter. Musikken – og dermed musikkens historiske udvikling – varierer derfor mellem regioner og epoker.

## Europæisk musikhistorie
Den europæiske musikhistorie kan opdeles i følgende overordnede perioder:
- Musik i Antikken (før år 500)
- Musik fra middelalderen (ca. år 500 – 1400)
- Renæssancemusik (ca. 1400 – 1600)
- Barokmusik (ca. 1600 – 1750)
- Wienerklassikken (ca. 1750 – 1815)
- Romantikkens musik (ca. 1815 – 1915), herunder senromantikkens musik (ca. 1875 – 1915)
- Moderne tid, herunder moderne klassisk musik (20. århundrede og frem) og populærmusikken (fra midten af det 20. århundrede)

Folkemusikken er naturligvis også en stor del af den europæiske musikhistorie og har i skiftende perioder påvirket udviklingen af både den klassiske musik og populærmusikken.
Som konsekvens af den Europæiske imperialisme og kolonisering af store dele af kloden, må beskrivelsen af den europæiske musikhistorie i nyere tid naturligvis inkludere begivenheder, personer og tendenser uden for Europa. I den forbindelse skal nordamerikansk musik ses i forlængelse af den europæiske musiktradition. Fra det 20. århundrede, går påvirkningen på grund af globaliseringen og teknologien i lige så høj grad den modsatte vej, idet mange genrer indenfor især populærmusikken i det 20. århundrede er opstået i USA, men efterfølgende også dyrkes og viderudvikles i Europa. I globaliseringens og teknologiens kontekst, er geografien ikke længere så væsentlig som tidligere for forståelsen og udviklingen af musikkulturerne og de enkelte genrer.

## referencer og noter
1. ↑  Devs. mulighederne for musikoptagelse og gengivelse.

| Musik | Spire Denne musikartikel er en spire som bør udbygges. Du er velkommen til at hjælpe Wikipedia ved at udvide den. |